# 화이트골드

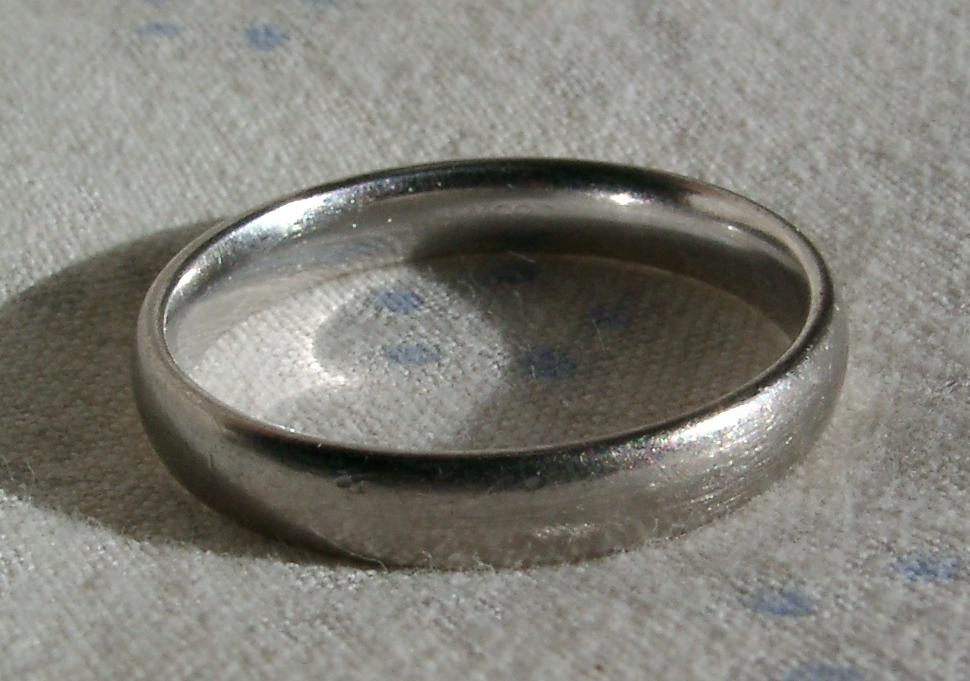
로듐으로 만든 화이트골드 반지.

화이트골드(white gold)는 금에 백색 금속을 합금한 것으로, 보통 니켈·팔라듐·아연 등이 쓰인다. 소량의 은이나 백금을 섞기도 한다. ‘화이트골드’는 백금과 이름이 비슷하지만 서로 다른 금속이다.
순도는 금과 마찬가지로 캐럿으로 표시한다.